# Исмаилија
Исмаилија (الإسماعيلية) је град у Египту у гувернорату Исмаилија. Према процени из 2008. у граду је живело 338.429 становника.

## Географија

### Клима
| Клима (Исмаилија)          | Клима (Исмаилија) | Клима (Исмаилија) | Клима (Исмаилија) | Клима (Исмаилија) | Клима (Исмаилија) | Клима (Исмаилија) | Клима (Исмаилија) | Клима (Исмаилија) | Клима (Исмаилија) | Клима (Исмаилија) | Клима (Исмаилија) | Клима (Исмаилија) | Клима (Исмаилија) |
| Показатељ \ Месец          | .Јан.             | .Феб.             | .Мар.             | .Апр.             | .Мај.             | .Јун.             | .Јул.             | .Авг.             | .Сеп.             | .Окт.             | .Нов.             | .Дец.             | .Год.             |
| -------------------------- | ----------------- | ----------------- | ----------------- | ----------------- | ----------------- | ----------------- | ----------------- | ----------------- | ----------------- | ----------------- | ----------------- | ----------------- | ----------------- |
| Средњи максимум, °C (°F)   | 19,2 (66,6)       | 20,9 (69,6)       | 23,3 (73,9)       | 28,6 (83,5)       | 31,8 (89,2)       | 34,8 (94,6)       | 35,7 (96,3)       | 35,3 (95,5)       | 33,1 (91,6)       | 30,0 (86)         | 25,4 (77,7)       | 20,9 (69,6)       | 28,2 (82,8)       |
| Средњи минимум, °C (°F)    | 7,6 (45,7)        | 8,3 (46,9)        | 10,3 (50,5)       | 14,1 (57,4)       | 16,4 (61,5)       | 19,5 (67,1)       | 21,3 (70,3)       | 21,5 (70,7)       | 19,7 (67,5)       | 16,6 (61,9)       | 12,7 (54,9)       | 8,9 (48)          | 14,7 (58,5)       |
| Количина падавина, mm (in) | 7 (2,8)           | 6 (2,4)           | 7 (2,8)           | 2 (0,8)           | 2 (0,8)           | 0 (0)             | 0 (0)             | 0 (0)             | 0 (0)             | 2 (0,8)           | 6 (2,4)           | 5 (2)             | 35 (13,8)         |
| [ тражи се извор ]         |                   |                   |                   |                   |                   |                   |                   |                   |                   |                   |                   |                   |                   |

## Становништво
Према процени, у граду је 2008. живело 338.429 становника.
| 1986.   | 1996.   | 2006.   |
| ------- | ------- | ------- |
| 158.045 | 254.477 | 324.717 |